# Raionul Ivanivka, Odesa
Ivanivka (în ucraineană Іванівський район, transliterat: Ivanivskîi raion) este un raion în regiunea Odesa, Ucraina. Reședința sa este așezarea de tip urban Ivanivka. A fost înființat pe 1923, fiind atunci inclus în componența RSS Ucrainene. Începând din anul 1991, acest raion face parte din Ucraina independentă.

## Geografie
Raionul se învecineazǎ cu raioanele Velîka Mîhailivka, Șiriaeve și Berezivka în nord, cu raionul Kominternivske în sud-est, raionul Biliaivka în sud și raionul Rozdilna în vest. Este situat la poalele Podișului Podoliei (altitudinile maxime variază între 800 - 150 m), din care cauză relieful raionului este unul nivelat-deluros.  Distanța până la centrul regionional, Odesa este de 45 km.
Clima temperat-continentalǎ este specifică raionului cu o temperatură medie a lunii ianuarie de -3.3°C, a lunii iulie +20.4°C, temperatura medie anualǎ +9.0°C.

## Demografie
Componența lingvistică a raionului Ivanivka
     Ucraineană (72,56%)
     Rusă (17,56%)
     Bulgară (6,51%)
     Română (2,2%)
     Alte limbi (0,16%)
Conform recensământului din 2001, majoritatea populației raionului Ivanivka era vorbitoare de ucraineană (72,56%), existând în minoritate și vorbitori de rusă (17,56%), bulgară (6,51%) și română (2,2%).
La 1 octombrie 2011 populația raionului era de 26,894 persoane. Populația urbană constituie 9,875 persoane (33.3%), cea rurală 19,783 persoane (66.7%). În total există 46 de așezări.
Potrivit recensământului ucrainean din 2001, populația raionului era de 29,658 locuitori. Structura etnică este următoarea::
| Grup etnic            | Populație | % Procentaj |
| --------------------- | --------- | ----------- |
| Ucraineni             | 22,100    | 74.6%       |
| Bulgari               | 3,300     | 11.2%       |
| Ruși                  | 2,500     | 8.4%        |
| Moldoveni (declarați) | 1,000     | 3.3%        |
| Găgăuzi               | 200       | 0.5%        |
| Belaruși              | 150       | 0.3%        |
| Țigani                | 120       | 0.3%        |
| Armeni                | 100       | 0.2%        |
| Turci                 | 100       | 0.2%        |